# Musée de la Flotte d'Odessa
Le musée de la Flotte d'Odessa  (en ukrainien : Музей морського флоту України) se situe au 4 de la rue Langeron à Odessa.

## Historique
Créé en 1920 par VA Tchensov, il est dédié à la flotte marchande ukrainienne. Lors de l'occupation entre 1941 et 1944 la plus grande part des collections disparurent. Le 29 avril 2005, 15 novembre 2015 puis le 1 avril 2016 des incendies abîmèrent les bâtiments.
Le musée se situe dans un bâtiment classé, ancien club anglais, construit par l'architecte Torricelli.

## Collections
Il avait plus de 100 000 pièces, photographies, cartes, maquettes, peintures, couvrant l'activité depuis l'Antiquité à nos jours.

## Images

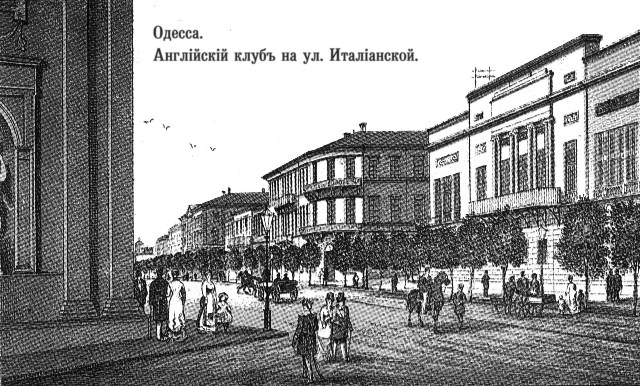
Alors club anglais,
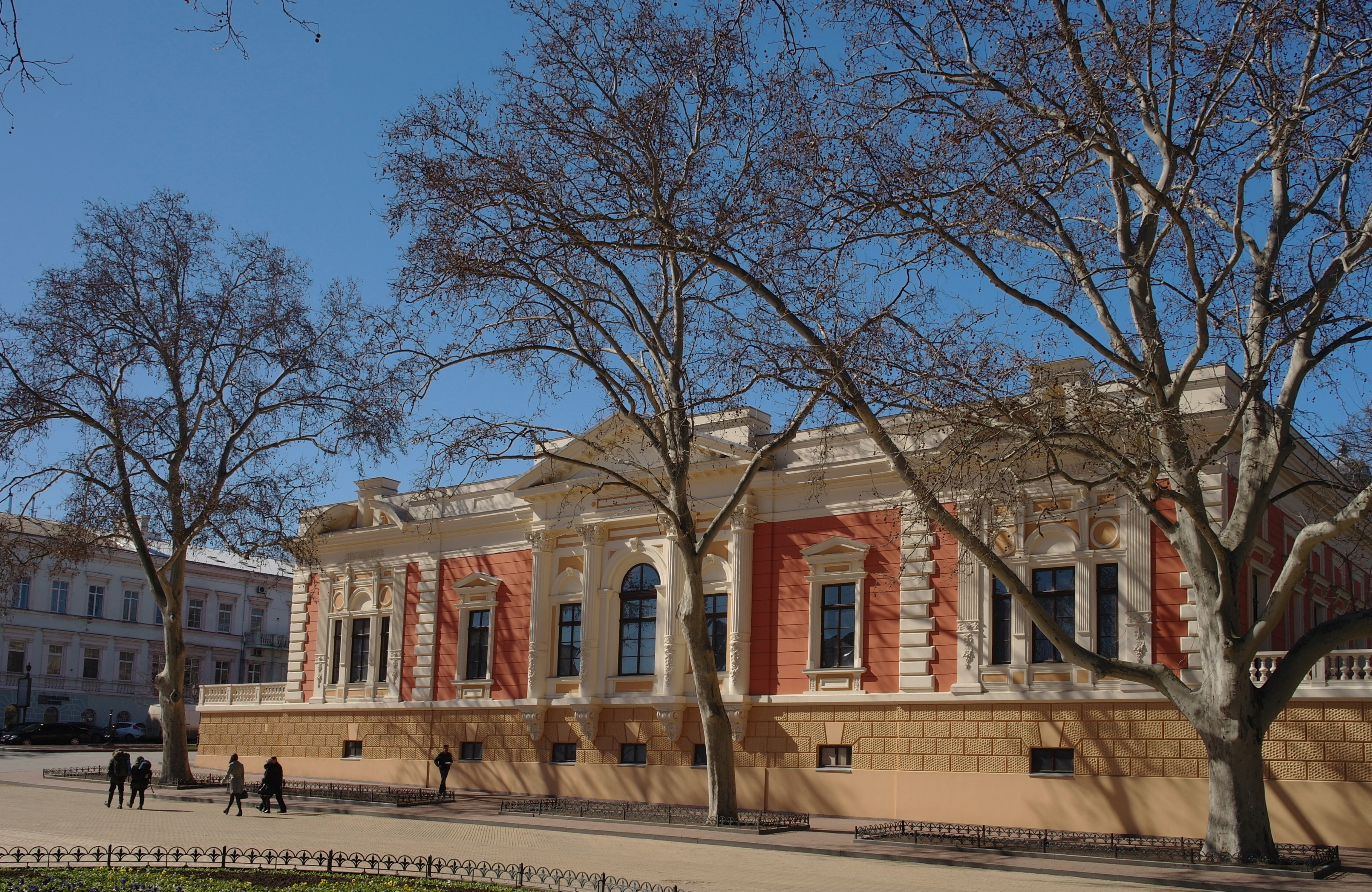
rue Langeron,
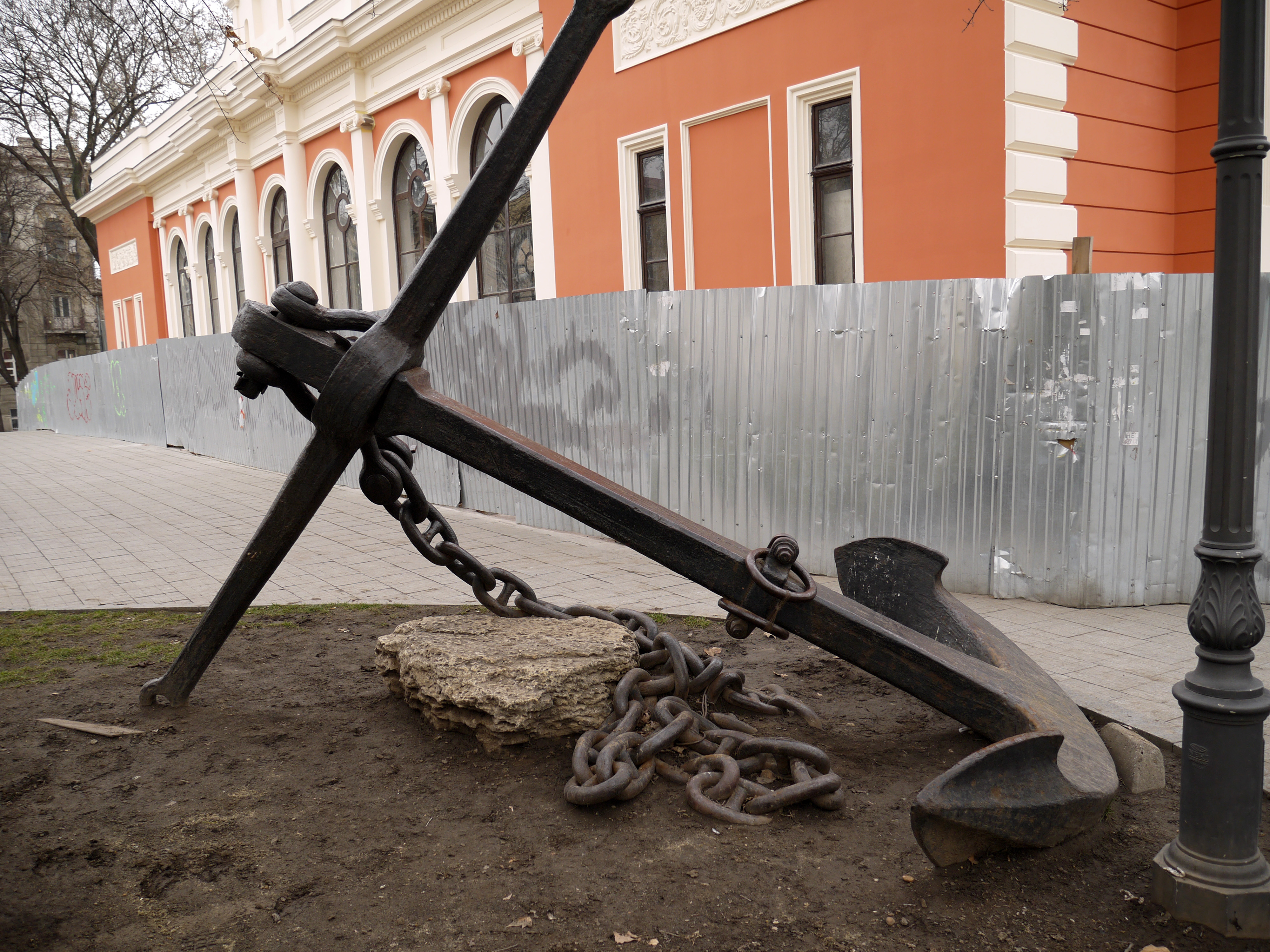
ancre
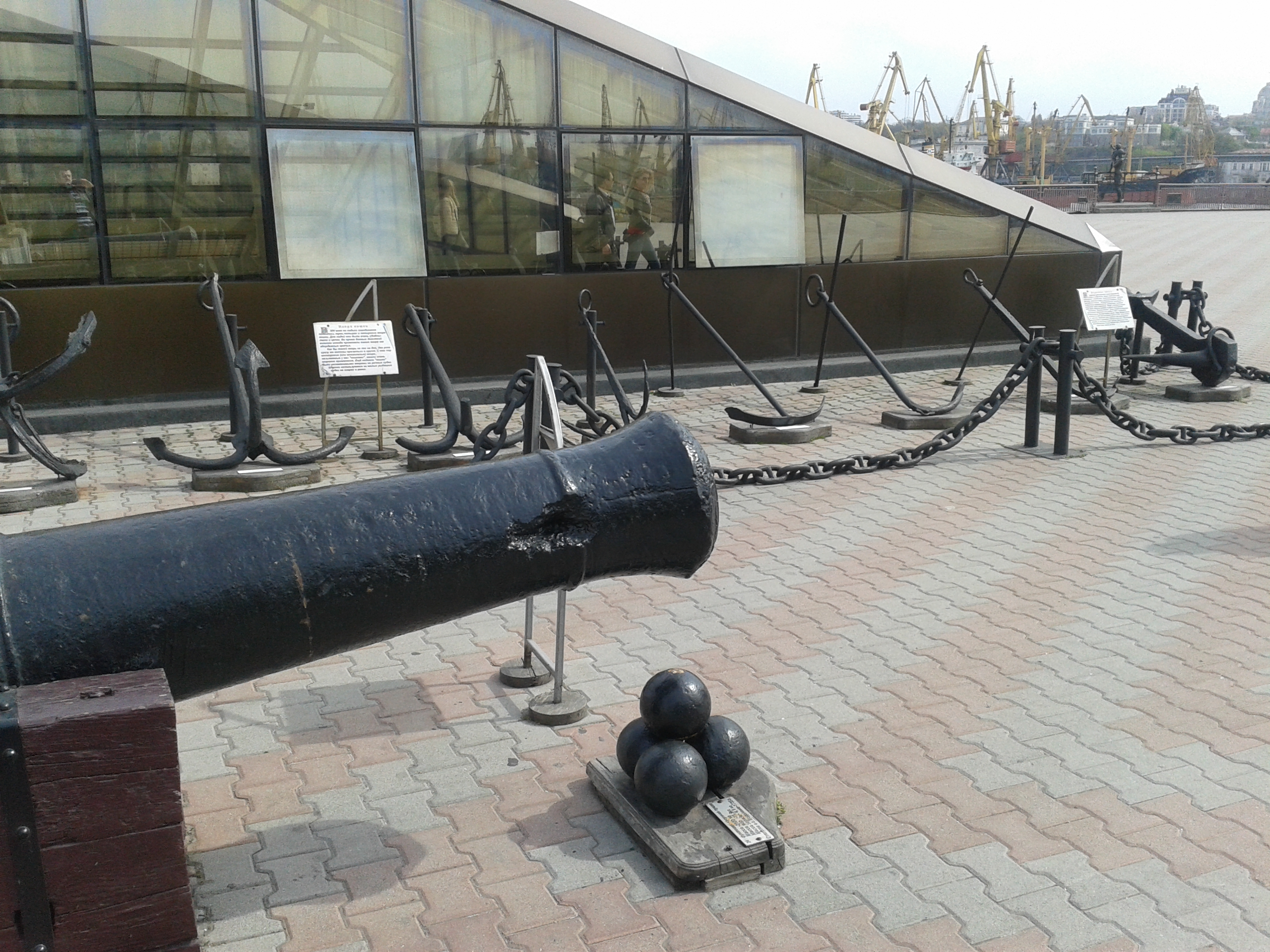
et canon de marine.

### Sources
- (uk) Cet article est partiellement ou en totalité issu de l’article de Wikipédia en ukrainien intitulé « Музей морського флоту України » (voir la liste des auteurs).